# Revista 5W
La Revista 5W és un mitjà de comunicació que té per objectiu explicar què passa al món. Es publica en paper i en línia. El nom del mitjà prové de les Cinc W (Who, What, When, Where, Where, Why) publicades per Harold Lasswell el 1948, i dedica una secció a cadascuna d'aquestes preguntes. D'aquesta manera, pretén allunyar-se del periodisme basat en l'exclusivitat i la immediatesa.

## Creació
Xavier Aldekoa, Mikel Ayestaran, Igor G. Barbero, Maribel Izcue, Agus Morales, Pablo R. Suanzes, Anna Surinyach i Quim Zudaire van llançar el projecte Revista 5W a les xarxes socials el 16 d'abril de 2015. Al maig d'aquell any es va iniciar una campanya de micromecenatge a Verkami i en dos dies van recaptar 25.000 euros. Quatre mesos després, el 22 de setembre de 2015, van crear el lloc web.
El director Agus Morales, a propòsit del grup de treball, sosté que"És un intent de tornar a les arrels del periodisme. Ara, no només fem preguntes sobre el que passa, sinó que també fem preguntes sobre l'essència de l'home". Amb aquesta finalitat, hi ha 5 periodistes que treballen a Àfrica, Amèrica, Àsia, Europa i l'Orient Mitjà.

## Continguts
Defensen el periodisme lent i per això hi ha entrevistes i cròniques llargues amb l'estil del nou periodisme a través de periodistes que viuen al lloc on passen els fets que expliquen. A part del text, destaca el contingut multimèdia amb fotos i vídeos. La publicació és setmanal a la pàgina web. A més de les cròniques també ofereixen audios en podcast i un llibre anual. No fan articles d'opinió.
La secció Qui mostra perfils de personatges o grups, escrits en forma dialogada i narrativa. A Què hi ha els articles relacionats amb l'actualitat. Quan conté explicacions didàctiques del que passa en diferents llocs, donant importància al context i a la història. A On donen importància al fotoperiodisme. Finalment, al Per què predominen els informes en profunditat. Hi ha un segon bloc anomenat Per zones on classifiquen les informacions. Finalment, a la secció Especials inclouen treballs sobre un tema concret de certa actualitat.

## Model de negoci
La subscripció és essencial per accedir a tots els continguts de la revista 5W. La majoria d'articles que inicialment requereixen una subscripció es tornen gratuïts amb el pas del temps. Van tenir uns ingressos de 260.000 euros entre l'octubre del 2017 i el setembre del 2018, la qual cosa suposa 67.000 euros més que en el període 2016-2017. Els diners recaptats provenen en un 72% dels socis i les vendes de llibres i revistes, mentre que un 20% procedeix d'ajuts, beques i premis. La resta per altres vies. Destinen el 53% en sous. El 2020 tenien més de 3.000 subscriptors.